# Orzechowno (gmina)
Orzechowno (alt. Orzechowo) – dawna gmina wiejska istniejąca do 1923 roku w woj. nowogródzkim/Ziemi Wileńskiej/woj. wileńskim w Polsce (obecnie na Białorusi). Siedzibą gminy było miasteczko Orzechowo (Orzechowno; 301 mieszk. w 1921 roku).
Na samym początku okresu międzywojennego gmina Orzechowno należała do powiatu dziśnieńskiego w woj. nowogródzkim. 13 kwietnia 1922 roku gmina wraz z całym powiatem dziśnieńskim została przyłączona do Ziemi Wileńskiej.
Gminę Orzechow(n)o zniesiono 1 kwietnia 1923 roku, a jej obszar włączono do gminy Prozoroki. Przyczyną tego była regulacja granicy z ZSRR, w związku z czym część wschodnia, w tym Orzechowno, znalazła się po radzieckiej stronie.

## Demografia
Według powszechnego spisu ludności z 1921 roku gminę zamieszkiwało 2 332 osoby, 717 było wyznania rzymskokatolickiego, 1 481 prawosławnego, 2 ewangelickiego a 122 mojżeszowego. Jednocześnie 1 406 mieszkańców zadeklarowało polską, 789 białoruską, 101 żydowską, 12 litewską, 12 rosyjską, 1 ukraińską i 1 łotewską przynależność narodową. Było tu 409 budynków mieszkalnych.